# Grigori Kiriyenko
Grigori Anatólievich Kiriyenko –en ruso, Григорий Анатольевич Кириенко– (Novosibirsk, 29 de septiembre de 1965) es un deportista ruso que compitió en esgrima, especialista en la modalidad de sable.
Participó en dos Juegos Olímpicos de Verano, obteniendo en cada edición una medalla de oro en la prueba por equipos: en Barcelona 1992 (junto con Alexandr Shirshov, Gueorgui Pogosov, Vadim Gutzeit y Stanislav Pozdniakov) y en Atlanta 1996 (con Stanislav Pozdniakov y Serguei Sharikov).
Ganó once medallas en el Campeonato Mundial de Esgrima entre los años 1989 y 1997.

## Palmarés internacional
| Representando a la URSS           |                             |                   |                   |
| Campeonato Mundial                |                             |                   |                   |
| Año                               | Lugar                       | Medalla           | Prueba            |
| 1989                              | Denver (Estados Unidos)     | Medalla de oro    | Sable individual  |
| 1989                              | Denver (Estados Unidos)     | Medalla de oro    | Sable por equipos |
| 1990                              | Lyon (Francia)              | Medalla de oro    | Sable por equipos |
| 1991                              | Budapest (Hungría)          | Medalla de oro    | Sable individual  |
| 1991                              | Budapest (Hungría)          | Medalla de plata  | Sable por equipos |
| Representando al Equipo Unificado |                             |                   |                   |
| Juegos Olímpicos                  |                             |                   |                   |
| Año                               | Lugar                       | Medalla           | Prueba            |
| 1992                              | Barcelona (España)          | Medalla de oro    | Sable por equipos |
| Representando a Rusia             |                             |                   |                   |
| Juegos Olímpicos                  |                             |                   |                   |
| Año                               | Lugar                       | Medalla           | Prueba            |
| 1996                              | Atlanta (Estados Unidos)    | Medalla de oro    | Sable por equipos |
| Campeonato Mundial                |                             |                   |                   |
| Año                               | Lugar                       | Medalla           | Prueba            |
| 1993                              | Essen (Alemania)            | Medalla de oro    | Sable individual  |
| 1994                              | Atenas (Grecia)             | Medalla de oro    | Sable por equipos |
| 1994                              | Atenas (Grecia)             | Medalla de bronce | Sable individual  |
| 1995                              | La Haya (Países Bajos)      | Medalla de oro    | Sable individual  |
| 1995                              | La Haya (Países Bajos)      | Medalla de plata  | Sable por equipos |
| 1997                              | Ciudad del Cabo (Sudáfrica) | Medalla de plata  | Sable por equipos |